# Наипкьой
Наипкьой (на турски: Naipköy) е село в Източна Тракия, Турция, вилает Родосто, околия Сюлейманпаша.

## География
Наипкьой е разположено на 14 километра  югозападно от Родосто.

## История
Според статистиката на професор Любомир Милетич в 1912 година в Наибкьой живеят 380 гръцки семейства.